# Brančić
Brančić (srbsky Бранчић) je vesnice v západní části Srbska, administrativně spadající pod opštinu Ljig v Kolubarském okruhu. Vesnice se nachází východně od města Ljigu, v jeho bezprostřední blízkosti, u ústí potoka Kačer u řeku Ljig. Vesnice nemá kompaktní jádro a její domy jsou rozesety po celém údolí řeky Kačer. V roce 2011 zde žilo 471 obyvatel.
Název vesnice odkazuje na to, že představovalo bránu, tedy doslova v překladu hráz příchodu Turků do regionu.
Z národnostního hlediska je obyvatelstvo v drtivé většině srbské národnosti.
Západně od vesnice vede dálnice A2 a prochází tady i tunel pojmenovaný podle vsi.